# Torsten Persson
Torsten Persson, född 18 april 1954, är en svensk nationalekonom.
Persson avlade filosofie kandidatexamen vid Stockholms universitet 1977, filosofie doktorsexamen där 1982, docent 1984, professor vid Institutet för internationell ekonomi (IIES) 1987, föreståndare för IIES 1998, Centennial Professor vid London School of Economics 1999.
Perssons forskning ligger huvudsakligen inom området politisk ekonomi där han har publicerat ett stort antal artiklar - ofta tillsammans med Guido Tabellini - i väl ansedda vetenskapliga tidskrifter, bland andra American Economic Review, Quarterly Journal of Economics, Journal of Political Economy, Econometrica, Journal of the European Economic Association och Journal of Economic Perspectives. Andra intresseområden är makroekonomi, internationell ekonomi och offentlig ekonomi.
Persson var ledamot i Kommittén för Sveriges Riksbanks pris i ekonomisk vetenskap till Alfred Nobels minne 1995–2004, varav som dess ordförande 2003–2004 och även som dess sekreterare. Han är medlem i ett flertal lärda sällskap och internationella forskarnätverk, bland andra Econometric Society där han år 2008 var president. 1997 tilldelades han Yrjö Jahnsson Award, som vartannat år delas ut av European Economic Association till Europas främste ekonom yngre än 45 år.
Perssons forskning kan beskrivas som en syntes av olika skolbildningar som public choice, makroekonomisk teori med rationella policyförväntningar, och statsvetenskaplig rational choice. I regel relateras formell ekonomisk teori med empiriska mönster och mer avancerade statistiska metoder. Perssons kanske viktigaste bidrag är att visa på samband mellan länders politiska konstitutioner och ekonomisk-politiska utfall. Bland forskningsresultaten märks att länder med parlamentarism har större offentlig sektor än länder med presidentstyre.
Persson är ledamot av Kungliga Vetenskapsakademien sedan 1993 och av Ingenjörsvetenskapsakademien sedan 1997.
Persson utsågs i juli 2020 till ledamot i Coronakommissionen.

## Böcker i urval
- Political Economics - Explaning Economic Policy (med Guido Tabellini), MIT Press, 2000.

- The Economic Effects of Constitutions (med Guido Tabellini), MIT Press 2003.